# Emilia Galińska
Emilie Galínska (født 26. December 1992 i Łuków, Polen) er en kvindelig polsk håndboldspiller, som spiller for CS Minaur Baia Mare i Rumænien og Polens kvindehåndboldlandshold.
Hun deltog under EM i håndbold 2016 i Sverige, VM i håndbold 2021 i Spanien og VM i håndbold 2023 i Danmark/Norge/Sverige.